# Список охраняемых территорий Нунавута
Это список охраняемых районов Нунавута.

## Национальные парки
| Название                       | Тип               | Местоположение                                                     | Площадь                      | Координаты                 | Заметки |
| ------------------------------ | ----------------- | ------------------------------------------------------------------ | ---------------------------- | -------------------------- | ------- |
| Национальный парк Ауюиттук     | Национальный парк | Пангниртанг/Кикиктарджуак                                          | 19 707 км2 (7609 кв. миль)   | 67°53′ с. ш. 065°01′ з. д. |         |
| Национа́льный парк Куасуиттук   | Национальный парк | Резольют                                                           | 11 000 км2 (4200 кв. миль)   | 76°00′ с. ш. 100°00′ з. д. |         |
| Национа́льный парк Куттинирпаа́к | Национальный парк | Резольют                                                           | 37 775 км2 (14 585 кв. миль) | 81°34′ с. ш. 068°25′ з. д. |         |
| Национа́льный парк Сирмилик     | Национальный парк | Арктик-Бей/Понд-Инлет                                              | 22 200 км2 (8600 кв. миль)   | 73°00′ с. ш. 081°00′ з. д. |         |
| Национа́льный парк Уккусиксалик | Национальный парк | Бейкер-Лейк/Честерфилд-Инлет/ Корал-Харбор/Ранкин-Инлет/Рипалс-Бей | 23 500 км2 (9100 кв. миль)   | 65°20′ с. ш. 087°18′ з. д. |         |

## Территориальные парки

### Китикмеот
| # | ВД-Номер | Название                                       | Установлен | Подразделы                                     | Картина | Координаты                       | Загрузить        |
| - | -------- | ---------------------------------------------- | ---------- | ---------------------------------------------- | ------- | -------------------------------- | ---------------- |
| 1 | Q3364770 | Территориальный парк Кюглук / Кровавый водопад | 1978       | Территориальный парк Кюглук / Кровавый водопад |         | 67°44′ с. ш. 115°22′ з. д.       | Upload a picture |
| 2 | Q3364773 | Территориальный парк Овайок                    |            | Территориальный парк Овайок                    |         | 69°10′43″ с. ш. 104°43′37″ з. д. | Upload a picture |

### Киваллик
| # | ВД-Номер  | Название                                 | Установлен | Подразделы | Картина | Координаты                      | Загрузить        |
| - | --------- | ---------------------------------------- | ---------- | ---------- | ------- | ------------------------------- | ---------------- |
| 1 | Q29269075 | Территориальный парк Иннуяарвик          |            |            |         | 64°19′01″ с. ш. 96°03′02″ з. д. | Upload a picture |
| 2 | Q6059358  | Территориальный парк Инууярвик           |            |            |         | 64°19′10″ с. ш. 96°05′49″ з. д. | Upload a picture |
| 3 | Q6065714  | Территориальный парк Икалугауруп Нунанга | 2002       |            |         | 62°53′52″ с. ш. 92°10′22″ з. д. | Upload a picture |

### Кикиктани
| # | ВД-Номер  | Название                                     | Установлен | Подразделы                            | Картина | Координаты                      | Загрузить        |
| - | --------- | -------------------------------------------- | ---------- | ------------------------------------- | ------- | ------------------------------- | ---------------- |
| 1 | Q6375102  | Заповедник Территориального парка Катаннилик | 1993       |                                       |         | 62°54′ с. ш. 69°51′ з. д.       | Upload a picture |
| 2 | Q6385358  | Территориальный парк Кекертен                | 2002       |                                       |         | 65°42′00″ с. ш. 65°49′00″ з. д. | Upload a picture |
| 3 | Q29269063 | Территориальный парк Mallikjuaq              | 2003       |                                       |         | 64°14′04″ с. ш. 76°36′55″ з. д. | Upload a picture |
| 4 | Q29269087 | Территориальный парк Писуктину Тунгавик      |            |                                       |         | 66°09′08″ с. ш. 65°41′26″ з. д. | Upload a picture |
| 5 | Q7267192  | Территориальный парк Qaummaarviit            | 1974       |                                       |         | 63°42′54″ с. ш. 68°29′55″ з. д. | Upload a picture |
| 6 | Q28233466 | Территориальный парк Сильвия Гриннелл        | 1974       | Территориальный парк Сильвия Гриннелл |         | 63°46′18″ с. ш. 69°39′20″ з. д. | Upload a picture |
| 7 | Q29269096 | Территориальный парк Тамаарвик               |            |                                       |         | 72°42′04″ с. ш. 77°56′53″ з. д. | Upload a picture |
| 8 | Q29269106 | Территориальный парк Такайцирвик             |            |                                       |         | 62°51′46″ с. ш. 69°54′31″ з. д. | Upload a picture |
| 9 | Q29269116 | Территориальный парк Тупирвик                |            |                                       |         | 74°44′45″ с. ш. 95°03′00″ з. д. | Upload a picture |

## Другие
| Название | Тип                             | Местоположение      | Площадь                      | Координаты                 | Заметки |
| --- | ------------------------------- | ------------------- | ---------------------------- | -------------------------- | ------- |
| Птичий заповедник Остров Акимский                                                                              | Птичий заповедник               | Аттавапискат        | 3367 км2 (1300 кв. миль)     | 53°01′ с. ш. 081°20′ з. д. |         |
| Национальная зона дикой природы Акпаит (Рейд-Бей)                                                              | Национальная зона дикой природы | Кикиктарджуак       | 774 км2 (299 кв. миль)       | 66°56′ с. ш. 061°46′ з. д. |         |
| Птичий заповедник Ботсайн-Бей                                                                                  | Птичий заповедник               | Waskaganish, Квебек | 179 км2 (69 кв. миль)        | 51°50′ с. ш. 078°52′ з. д. |         |
| Заповедник дикой природы Боуман-Бей                                                                            | Заповедник дикой природы        | Кейп-Дорсет         | 1079 км2 (417 кв. миль)      | 65°42′ с. ш. 073°29′ з. д. |         |
| Птичий заповедник Остров Билота                                                                                | Птичий заповедник               | Понд-Инлет          | 12 635 км2 (4878 кв. миль)   | 73°14′ с. ш. 078°35′ з. д. |         |
| Птичий заповедник Дьюи Сопер                                                                                   | Птичий заповедник               | Кейп-Дорсет         | 7930 км2 (3060 кв. миль)     | 66°10′ с. ш. 074°00′ з. д. |         |
| Птичий заповедник Восточная бухта                                                                              | Птичий заповедник               | Корал-Харбор        | 1138 км2 (439 кв. миль)      | 64°01′ с. ш. 082°07′ з. д. |         |
| Птичий заповедник Гарри Гиббонс                                                                                | Птичий заповедник               | Корал-Харбор        | 1224 км2 (473 кв. миль)      | 63°49′ с. ш. 085°48′ з. д. |         |
| Птичий заповедник Река Макконнелл                                                                              | Птичий заповедник               | Арвиат              | 354 км2 (137 кв. миль)       | 60°50′ с. ш. 094°20′ з. д. |         |
| Национальная зона дикой природы Нигиньянь (Залив Изабелла). Специализированное убежище для Гренландских китов. | Национальная зона дикой природы | Клайд-Ривер         | 3362 км2 (1298 кв. миль)     | 69°35′ с. ш. 68°00′ з. д.  |         |
| Национальный заповедник Нирютикаввик (Национальный район дикой природы острова Кобург)                         | Национальная зона дикой природы | Грис-Фьорд          | 1650 км2 (640 кв. миль)      | 75°57′ с. ш. 079°18′ з. д. |         |
| Заповедник Полар-Беар-Пасс                                                                                     | Национальная зона дикой природы | Резольют            | 2675 км2 (1033 кв. миль)     | 75°42′ с. ш. 098°51′ з. д. |         |
| Птичий заповедник Остров Принца Леопольда                                                                      | Птичий заповедник               | Резольют            | 311 км2 (120 кв. миль)       | 74°02′ с. ш. 90°04′ з. д.  |         |
| Национальная зона дикой природы Qaqulluit (Кейп-Серл)                                                          | Национальная зона дикой природы | Qikiqtarjuaq        | 398 км2 (154 кв. миль)       | 67°14′ с. ш. 062°28′ з. д. |         |
| Птичий заповедник Залив Королевы Мод                                                                           | Птичий заповедник               | Кеймбридж-Бей       | 61 765 км2 (23 848 кв. миль) | 67°05′ с. ш. 101°45′ з. д. |         |
| Птичий заповедник Сеймурский остров                                                                            | Птичий заповедник               | Резольют            | 28 км2 (11 кв. миль)         | 76°48′ с. ш. 101°16′ з. д. |         |
| Природное убежище Хелон                                                                                        | Природное убежище               | Бейкер-Лейк         | 52 000 км2 (20 000 кв. миль) | 64°50′ с. ш. 102°10′ з. д. |         |
| Природное убежище Острова Твин                                                                                 | Природное убежище               | Chisasibi, Квебек   | 301 км2 (116 кв. миль)       | 53°10′ с. ш. 079°55′ з. д. |         |